# تايس فان هوفجن
تايس فان هوفجن (30 يناير 1992 بهولندا - ) هو لاعب كرة قدم هولندي في مركز الدفاع. لعب مع إن إي سي نيميخن ونادي أوترخت.

## وصلات خارجية
- تايس فان هوفجن على موقع قاعدة بيانات كرة القدم.إي يو (الإنجليزية)
- تايس فان هوفجن على موقع Soccerway.com (الإنجليزية)